# Live shopping
As Live's shopping's (também conhecidas como compras de vídeo ao vivo ) são usadas por marcas para promover e vender produtos por meio de transmissões ao vivo em plataformas digitais (como YouTube e TikTok), geralmente em colaboração com influenciadores .

O objetivo é proporcionar aos consumidores uma experiência imersiva e interativa, permitindo que eles tirem dúvidas e comprem produtos durante a transmissão ao vivo.
Começou na Ásia em 2017 e depois se expandiu para o resto do mundo nos anos seguintes.

## Terminologia e fenômeno
Live streaming é um tipo de streaming que permite, através da Internet, transmitir ou receber um determinado conteúdo durante a realização do evento: neste caso o evento é uma apresentação ao vivo de um produto seguida por consumidores de diferentes localidades.
Livestream shopping consiste, de fato, em transmissões ao vivo em plataformas digitais ( e-commerce ) ou mídias sociais ( Facebook, Instagram etc.) nas quais um influenciador promove um produto ou uma marca. Enquanto o influenciador promove, as pessoas podem assistir a essas transmissões ao vivo e fazer perguntas ao vivo, conversar ou comprar produtos na loja. Desta forma, a atividade de compras é traduzida do offline para o mundo digital.
O objetivo é fazer com que o consumidor se envolva completamente na venda ao vivo que pode acontecer do outro lado do mundo, sem a necessidade de estar lá fisicamente.
Outra terminologia para o mesmo fenômeno:
- fluxo de compras;[3]
- comércio eletrônico ao vivo

## Compras na sociedade contemporânea

### Influenciadores e seu papel contemporâneo
A Internet teve um impacto considerável em muitas esferas, incluindo comunicação e consumismo, e é considerada uma das mídias mais influentes e um elemento-chave na globalização .
A chegada das redes sociais mudou o comportamento dos consumidores, conectando usuários e tornando-os participantes e ativos, prosumidores, tanto consumidores quanto produtores de conteúdo.
De acordo com estudo da Nuvemshop, em 2024, quase dois milhões de pedidos registrados em pequenas e médias empresas da plataforma vieram diretamente de divulgação feita nas redes sociais. Esse número, de acordo com a pesquisa, é 27% maior do que o registrado nos primeiros seis meses de 2023, o que configura, um aumento da importância das redes sociais como elementos impulsionadores da conversão de pedidos. 
Ainda de acordo com a mesma pesquisa, o Instagram resultou em 89% do volume de pedidos nas redes sociais, o equivalente a 1,6 milhão de vendas. Já o Facebook contribui com 8,4% dos pedidos, enquanto o YouTube registrou 1,6%, e o TikTok teve apenas 0,9%. 
Nesse contexto surgiu o conceito de e-marketing, ou marketing digital, que é aplicar os conceitos de marketing por meio da tecnologia da internet. Kotler afirma que o marketing eletrônico é “o esforço da empresa para informar, anunciar e vender produtos e serviços pela Internet ”. Este novo tipo de marketing permite identificar um target mais preciso, customizando a experiência de cada utilizador tornando-a mais dinâmica. A segmentação é uma ferramenta muito útil para atingir diretamente os consumidores que, graças à Internet, estão cada vez mais informados e, portanto, torna-se mais difícil atraí-los pelos meios tradicionais.
As mídias sociais transformaram a comunicação, permitindo a interação e o engajamento entre os membros de uma comunidade por meio de mensagens, compartilhamento de fotos e vídeos em tempo real e globalmente. Este ambiente permite ao consumidor criar e compartilhar conteúdos criativos, informativos e divertidos. A mídia, portanto, oferece uma oportunidade para as empresas alcançarem novos mercados e novos alvos de clientes mais amplos.
O conceito de marketing digital dá origem a várias subcategorias, entre elas o marketing de influenciadores . As celebridades sempre foram usadas para promover conteúdos, aumentar o conhecimento ou a percepção da marca. No marketing de influência, no entanto, as celebridades são escolhidas no mundo das mídias sociais, que, graças aos seus conhecimentos, habilidades ou personalidade, podem se tornar líderes de opinião online e, assim, influenciar direta ou indiretamente as decisões dos consumidores. "Marketing de influência é a virtude e a ciência de envolver pessoas que têm influência na Internet para espalhar a mensagem de uma tendência específica e seu público-alvo na forma de conteúdo patrocinado" . Portanto, os influenciadores podem ajudar a atrair novos consumidores em potencial, criar reconhecimento da marca e melhorar a imagem da marca . Escolher influenciadores com a persona certa e o estilo de imagem correspondente é crucial. Se o influenciador pode influenciar os usuários, ou seja, se eles têm tráfego de domínio privado, eles devem ter fãs leais. A âncora, o usuário e os bens são baseados na interação da cena e precisam formar um "campo" seguindo o enredo controlado pelo script estabelecido, levando a muitas transações.
Os consumidores tendem a perceber as mensagens veiculadas pelos influenciadores como mais confiáveis e convincentes do que a publicidade convencional, garantindo assim um maior retorno econômico ( ROI ) para as empresas. Na verdade, o marketing de influenciadores é baseado na confiança dos consumidores adquirida pelos formadores de opinião ao longo do tempo.

Em abril de 2023, lança uma base lançada por Virginia Fonseca, a We Pink Beauty, na forma de Live Shopping.

### impulso pandêmico
A pandemia de COVID-19 e os consequentes lockdowns tiveram um impacto significativo na utilização das redes sociais e no consumo. O conteúdo efêmero em especial foi mais consumido durante a pandemia. Esse fato tem sido explorado pelos profissionais de marketing para alcançar e conectar-se aos consumidores, sendo a única forma de se comunicar com eles.
As marcas, portanto, tentaram e estão tentando se adaptar a essa mudança decisiva. Na China, como o comércio ao vivo teve um impulso significativo durante a pandemia, os consumidores descobriram compras ao vivo como uma importante experiência interativa.
Para o Dia das Mães 2024, as pequenas e médias empresas (PMEs) do varejo online investiram em ferramentas tecnológicas para alcançar melhores resultados nas vendas. Uma pesquisa feita pela Nuvemshop,em parceria com o E-commerce Brasil, revelou que 18% dos lojistas utilizaram live commerce em suas vendas. 

## Valor e volume
De acordo com o Alibaba, o maior varejista online da China, o valor das vendas de seu negócio de comércio por transmissão ao vivo durante o Single's Day Shopping Festival atingiu cerca de 20 bilhões de yuans (cerca de US$ 3 milhões) em novembro de 2019.
Em 2020, o número de consumidores de transmissão ao vivo na China atingiu 526 milhões. Além disso, a rivalidade não era apenas entre ecommerces de transmissão ao vivo, mas também entre influenciadores nas mídias sociais (como o TikTok).
Até dezembro de 2023, a escala de usuários atingiu 597 milhões, representando 54,7% do total de internautas do país.
As compras ao vivo representam uma ponte entre o entretenimento e as compras online, é por isso que esse fenômeno tem um enorme potencial para se tornar a nova norma para o comércio eletrônico na China.